# Bracon distinguendus
Bracon distinguendus är en stekelart som beskrevs av Cameron 1886. Bracon distinguendus ingår i släktet Bracon och familjen bracksteklar. Inga underarter finns listade.